# 山口県道40号豊浦清末線
山口県道40号豊浦清末線（やまぐちけんどう40ごう とようらきよすえせん）は、山口県下関市豊浦町川棚と下関市清末五毛1丁目を結ぶ県道（主要地方道）である。

## 概要
下関市豊浦町川棚 - 下関市内日上間にある石畑峠は長い間自動車通行不能だったが、2000年（平成12年）11月に解消された。石畑峠から川棚に下る道からは響灘が眺められる。
国道2号小月バイパス開通後に終点がいったん下関市清末中町3丁目まで延ばされたが、後に延伸区間を山口県道33号下関美祢線に編入したため、終点が元に戻っている。
川棚温泉駅から川棚温泉までは、かつてこの地に住んでいたという青龍にあやかり、青龍街道と呼ばれている。なお、この区間は、着工されるも開業することはなかった温泉鉄道の路盤跡をほぼ転用している。

### 路線データ
- 起点：下関市豊浦町川棚（川棚交差点、国道191号交点）
- 終点：下関市清末五毛1丁目（国道491号・山口県道33号下関美祢線交点）

## 歴史
- 1993年（平成5年）5月11日 - 建設省から、県道豊浦清末線が豊浦清末線として主要地方道に指定される[1]。

## 路線状況

### 重複区間
- 山口県道261号豊浦久野線（起点 - 下関市豊浦町川棚）
- 山口県道244号下関川棚線（下関市豊浦町川棚 地内）
- 山口県道34号下関長門線（下関市内日下 地内）

## 地理

### 通過する自治体
- 下関市

### 交差する道路
- 国道191号（下関市豊浦町川棚・川棚交差点、起点）
- 山口県道261号豊浦久野線（下関市豊浦町川棚）
- 山口県道244号下関川棚線（下関市豊浦町川棚）
- 山口県道34号下関長門線（下関市内日下）
- 山口県道34号下関長門線（下関市内日下）
- 国道491号・山口県道33号下関美祢線（下関市清末五毛1丁目、終点）

### 沿線にある施設など
- 烏山工芸館
- 川棚温泉（瓦そば）
- 下関市豊浦総合支所
- 下関市立川棚公民館
- 内日（うつい）ダム
- 下関市立清末小学校